# Список самых высоких зданий префектуры Токусима

## Самые высокие здания
В списке приведены небоскрёбы префектуры Токусима с высотой от 60 метров, основанные на стандартных измерениях высоты. Эта высота включает шпили и архитектурные детали, но не включает антенны радиовышек и башен.
| Рейтинг | Название                   | Фото | Высота м | Этажность | Год  | Город    | Примечания |
| ------- | -------------------------- | ---- | -------- | --------- | ---- | -------- | ---------- |
| 1       | JR Hotel Clement Tokushima |      | 73.0     | 18        | 1993 | Токусима | [ 1 ]      |
| 2       | Tokushima City Hall        |      | 61.6     | 14        | 1984 | Токусима | [ 2 ]      |
| 3       | Tokushima Prince Hotel     |      | 60.0     | 15        | 2008 | Токусима | [ 3 ]      |